# Superettan de 2015

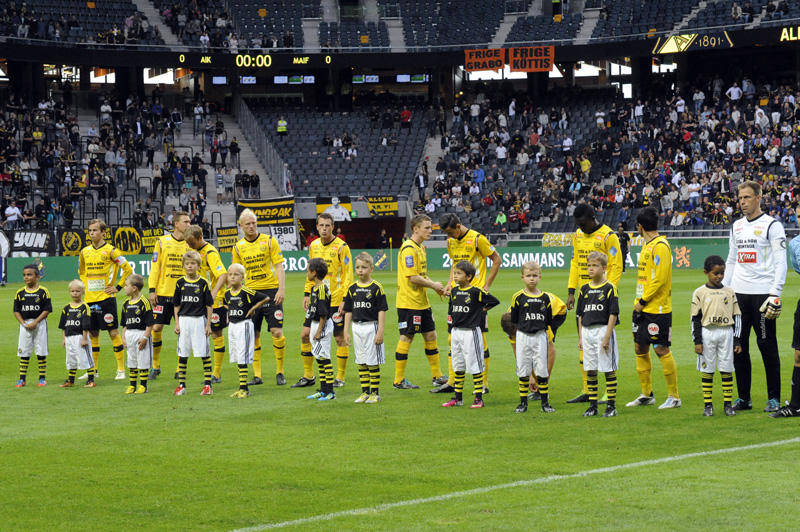
Mjällby ABF

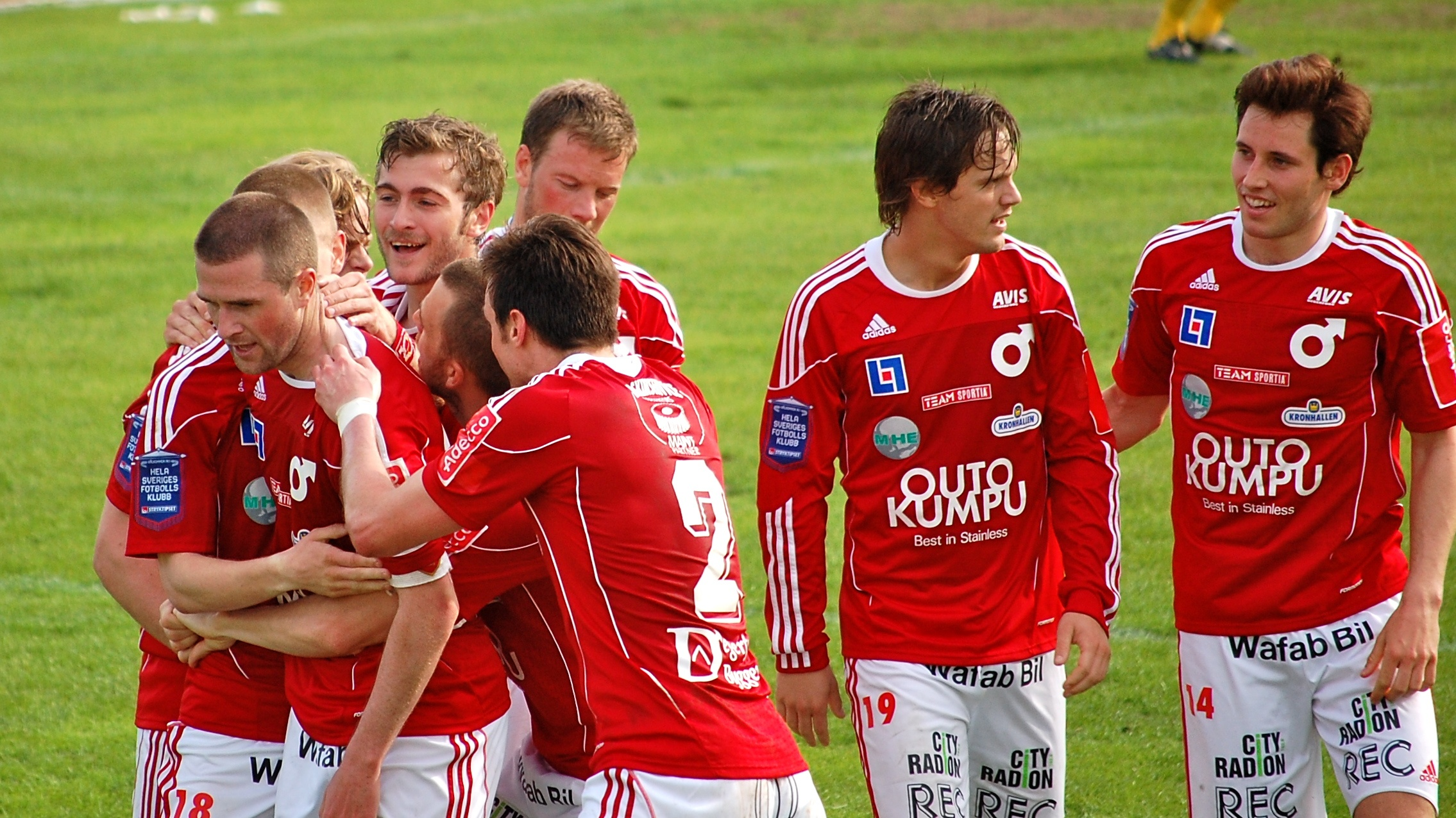
Degersfors IF

A Segunda Liga do Campeonato Sueco de Futebol da temporada 2015 - Superettan 2015 - começou em 3 de abril e acabou em 1 de novembro.

Os novos participantes na Superettan 2013 foram os promovidos da Division 1 - Athletic FC United, IK Frej Täby e Utsiktens BK, assim como os despromovidos da Allsvenskan 2014 - Mjällby AIF e IF Brommapojkarna.

O campeão foi o Jönköpings Södra IF, e o vice-campeão foi o Östersunds FK.

## Campeão
| Superettan 2015             |
| Sweden                      |
| --------------------------- |
| Jönköpings Södra IF Campeão |

## Formato
O campeonato conta com a participação de 16 clubes, que jogam 30 rodadas, em jogos de turno e returno. Cada vitória vale 3 pontos, empate 1 ponto e derrota 0 pontos.

## Participantes
- Assyriska FF
- Athletic FC United
- Degerfors IF
- GAIS
- IF Brommapojkarna
- IFK Värnamo
- IK Frej Täby
- IK Sirius FK
- Jönköpings Södra IF
- Ljungskile SK
- Mjällby AIF
- Syrianska FC
- Utsiktens BK
- Varbergs BoIS FC
- Ängelholms FF
- Östersunds FK